# アリステイデス (将軍)

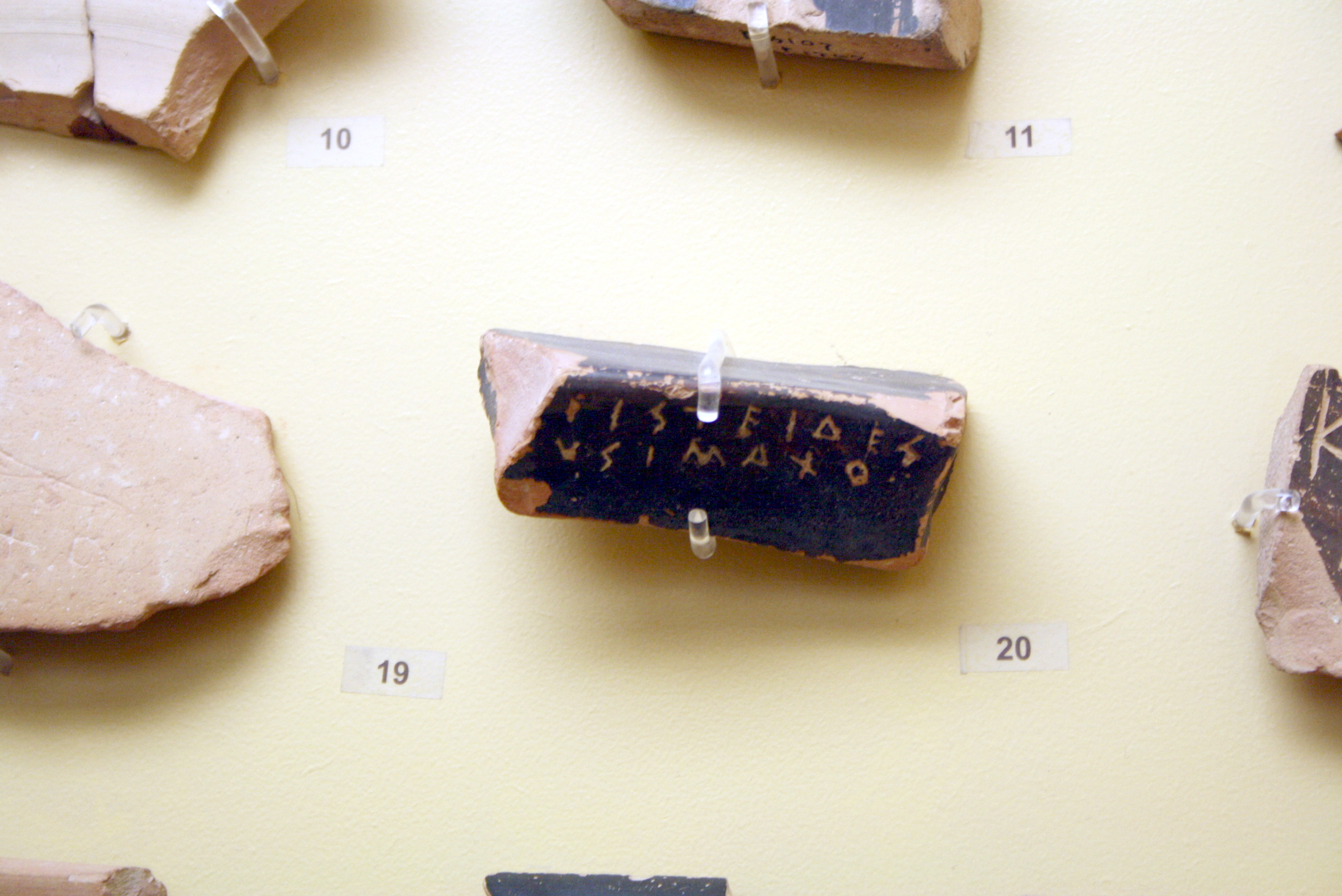
アテネの古代アゴラ博物館に展示されているアリステイデスの名が刻まれた陶片。

アリステイデス（アリステイデース、希: Ἀριστείδης, Aristeidēs、英: Aristides、紀元前530年 - 紀元前468年）は、アテナイの政治家。“the Just”＝「義人」「正義の人」と呼ばれた。古典期の初期に活躍し、ペルシャ戦争での将軍としての功績で知られる。彼はヘロドトスに「アテナイで最も尊敬に値する最高の人物」と評され、プラトンも対話篇において同様に敬意を表している。

## 生涯

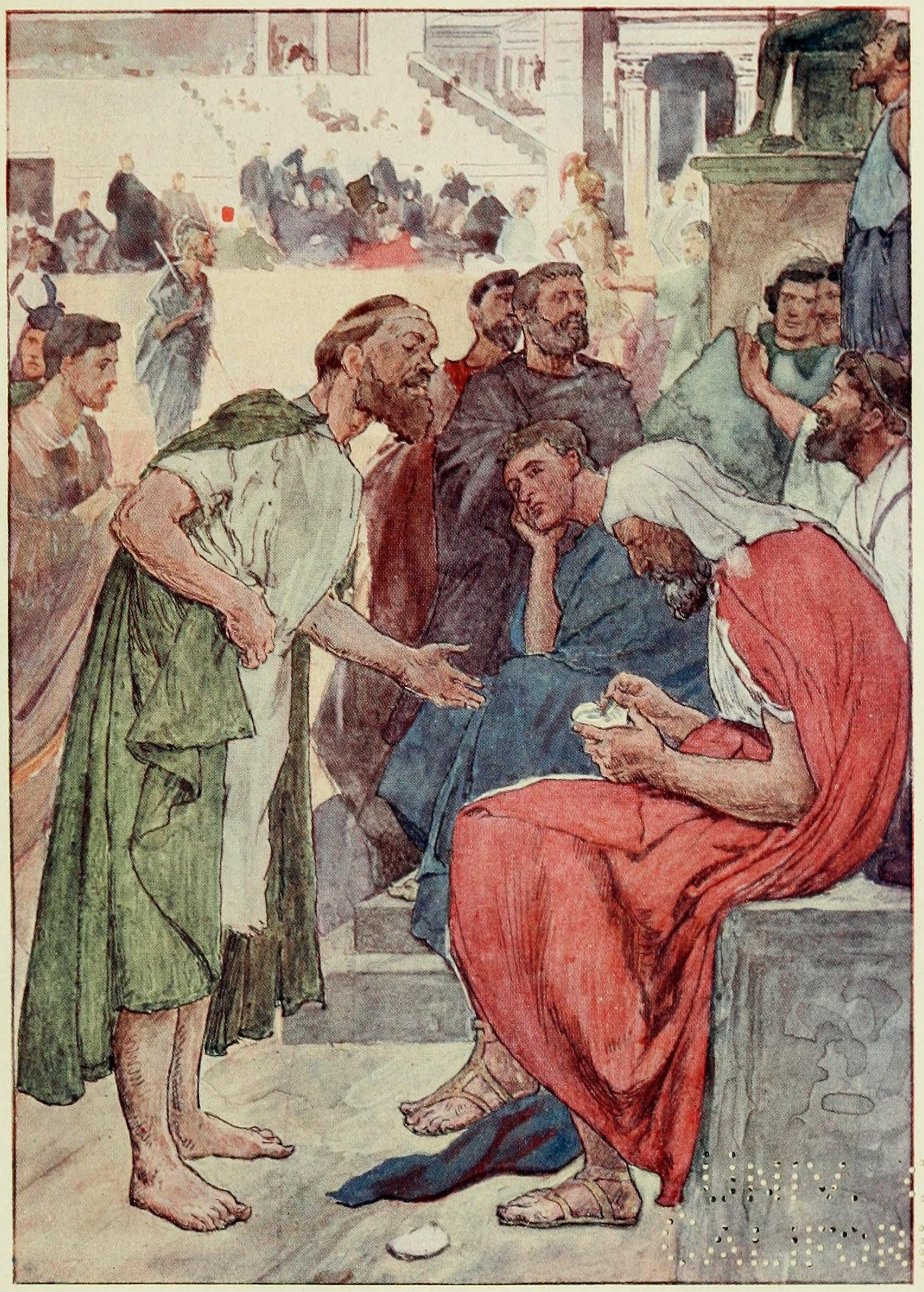
アリステイデスと市民

アリステイデスはリュシマコスの息子としてある程度富裕な家に生まれた。彼の生い立ちについては、クレイステネスの支持者であったことと、アテナイの政治において貴族派に与したことしか知られていない。    
アリステイデスは、マラトンの戦いで出身のアンティオキス氏族の指揮を執る将軍として初めて注目され、その卓越した功績によって翌年（489-488年）に執政官（エポニュモス・アルコーン）に選出されたことは間違いない。 アテネを大陸国家として維持するために保守的な政策を追求し、 テミストクレスによって提案された海軍政策への主要反対者の一人だった。 
プルタルコスによれば、アリステイデスとテミストクレスの対立は、青年期にケオスのStesilaüsと呼ばれる美少年の愛を競ったことが発端だったとされている。2人の指導者間の対立は、485年から482年の間にアリステイデスが陶片追放されたことで終わった。   
陶片追放の際、アリステイデスを知らない文盲の投票者がこの公明正大な政治家に歩み寄り、アリステイデスを追放するために陶片にその名を書くように頼んだと言われている。アリステイデスが、そのアリステイデスという人は貴方に不正なことを為したのかと訊ねると、「いいえ」という返答があった。「私は彼について何も知らないが、どこにあっても彼が「正義の人」と呼ばれているので気に入らない」というのが理由であった。それを聞いたアリステイデスは、自らの名を陶片に書いてやったという。   
480年初頭、アリステイデスはペルシャの侵略に対するアテナイ防衛を支援するため、追放者を呼び戻す布告によって呼び戻され、480-479年の将軍職に選出された。サラミスの海戦ではテミストクレスを忠実に支え、シタリヤ島にアテナイ歩兵を上陸させ、そこに駐留していたペルシャ軍を全滅させて勝利を飾った。 

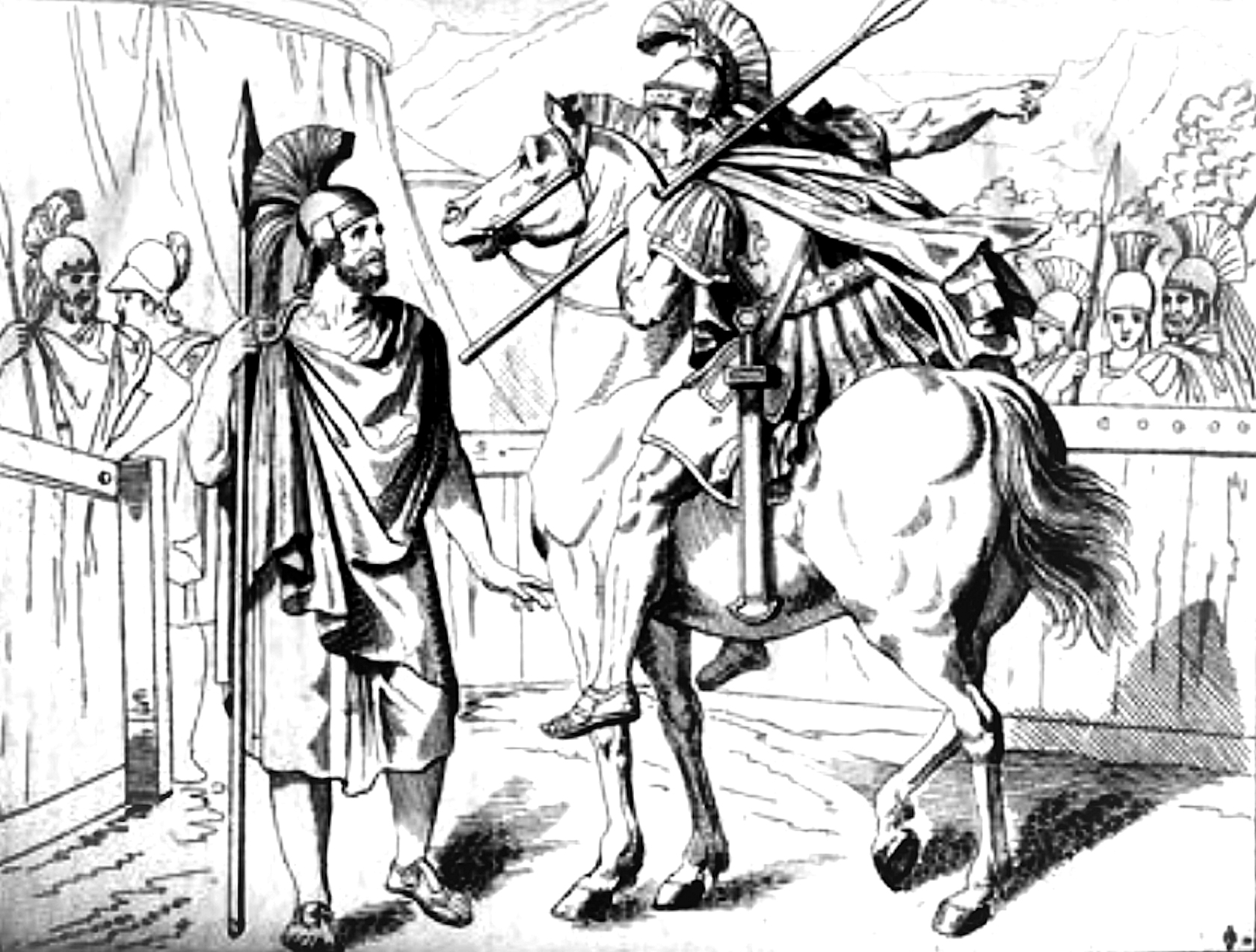
紀元前479年、アリステイデスは、プラタイアの戦いでペルシャの攻撃が迫っていることをマケドニア国王アレクサンドロス1世に警告された。

479年、アリステイデスは将軍職に再選され、プラタイアの戦いではアテナイ軍の最高司令官として特別権限を与えられた。彼はまた軍の一部が企てた陰謀を鎮圧したとも言われている。   
アリステイデスはイオニアの同盟諸国の信頼を勝ち取り、スパルタの提督パウサニアスの反乱の後、彼らイオニアの同盟諸国は彼に最高司令官の職を与え、新たに結成されたデロス同盟の年賦金の金額調整を決定する絶対的な権限をも与えた。彼の査定額は公平であると広く受け入れられ、同盟期間の大部分において課税の基準とされた。   
アリステイデスはアテナイで顕要な地位を維持した。当初はテミストクレスと良好な関係にあったようで、アテナイの防壁再建を巡りスパルタ人の裏をかくことを助けたと言われている 。 
幾つかの典拠によればアリステイデスはアテナイで死んだと言われているが、黒海へ向かう途上に客死したとも言われている。ネポスは没年を紀元前468年としている。アリステイデスは、彼が常に寛大さを示していたテミストクレスが陶片追放にかけられるのを目撃するまでは生きていたが、ペリクレスが台頭する前に死んだ。彼の財産はペルシャの侵攻によって甚大な被害を被っていたのか自身の埋葬費用にも満たない金額しか遺さなかったようで、彼の子孫は紀元前4世紀になっても国庫年金を受け取っていたことが知られている。

## 典拠

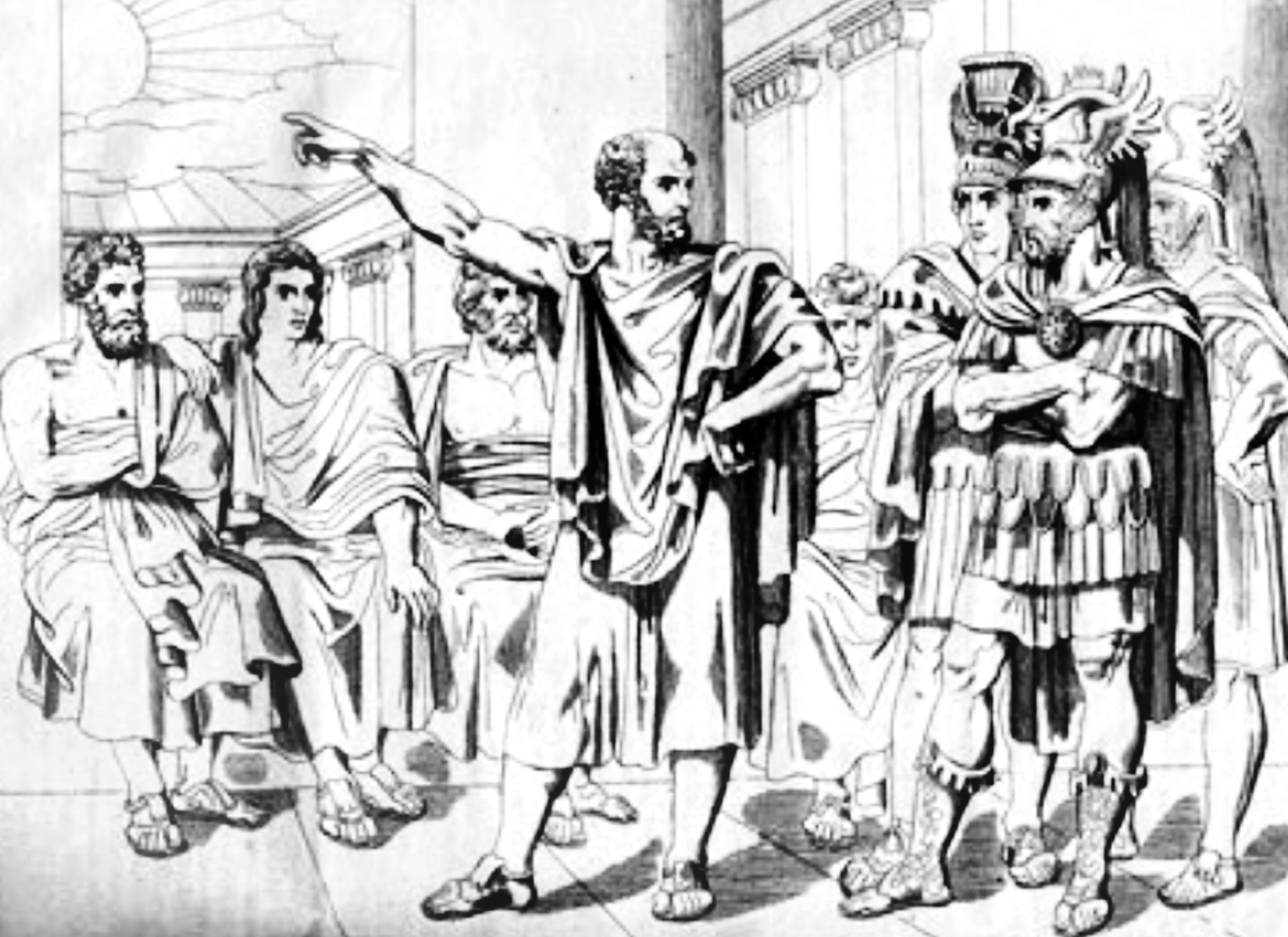
降伏勧告のためにマルドニオスが派遣した使者に答えるアリステイデス。

アリステイデスの生涯を評価したのはヘロドトスだけではない。プルタルコスの『対比列伝』の主題の1つにもなっている。プラトンの対話篇である『ゴルギアス』と『メノン』においてもソクラテスから優れた指導者の非凡な実例として賞賛されている 。 
プラトンの対話篇『テアイテトス』では、ソクラテスは、あの名高いアリステイデスの孫のアリステイデスについて、あまり肯定的にではないが、あまりにも早く彼の下を離れ、後で自らの愚を悟る学生の例として挙げている。 